# Lidingö község
Lidingö község (svédül: Lidingö kommun) Svédország 290 községének egyike. Stockholm megyében található, székhelye Lidingö.

## Települések
A község települései:
| Település       | Népesség | Megjegyzés         |
| --------------- | -------- | ------------------ |
| Brevik          | 8772     |                    |
| Lidingö         | 44642    | a község székhelye |
| Sticklinge udde | 2943     |                    |

## Népesség
| Lakosok száma | 45 281 | 47 185 | 47 818 | 48 123 | 48 005 | 48 162 | 48 432 | 48 324 | 48 377 | 48 313 |
|               | 2014   | 2017   | 2018   | 2019   | 2020   | 2021   | 2022   | 2023   | 2024   | 2025   |